# エセキエル・スケロット
エセキエル・マティアス・スケロット（Ezequiel Matias Schelotto, 1989年5月23日 - ）は、アルゼンチン・ブエノスアイレス出身のサッカー選手。ラシン・クルブ所属。ポジションはディフェンダー。

## 経歴

### クラブ
チェゼーナ
CAバンフィエルドの下部組織を経て、2008年7月にイタリア・セリエC1（当時）のACチェゼーナに入団。2009年6月、アタランタBCが保有権の半分を獲得したが、レンタル移籍でチェゼーナに残留。セリエBにて40試合で6ゴールを記録し、チェゼーナの20シーズンぶりのセリエA昇格に貢献した。翌2010年6月にアタランタが残りの保有権も買い取ったが、引き続きチェゼーナに貸し出された。
カターニア
2011年1月にカルチョ・カターニアにレンタル移籍。ディエゴ・シメオネ監督の下でリーグ戦14試合に出場し1得点を挙げた。
アタランタ
2011-12シーズン開幕前にアタランタに復帰すると、中盤右サイドのレギュラーに定着。翌2012-13シーズン前半も主力として活躍した。
インテル
2013年1月31日、インテルへ移籍。アタランタには移籍金350万ユーロが支払われ、マルコ・リヴァヤの共同保有権が譲渡された。同年2月3日のACシエナ戦に先発し移籍後初出場を記録したが、低調なパフォーマンスにより前半終了と同時に交代した。2月24日に行われたACミランとのミラノダービーでは移籍後初得点となる同点ゴールを決め、汚名を返上した。
しかし、2013年5月にワルテル・マッツァーリ監督が就任すると構想外となり、2013-14シーズン前半はサッスオーロ、後半はパルマにレンタルされた。
2014年8月26日、ACキエーヴォ・ヴェローナへの1年間の買い取りオプションつきレンタル移籍が発表された。
2015年8月31日、インテルとの契約を解消。
スポルティングCP
2015年11月20日、スポルティングCPとの契約が発表された。
ブライトン＆ホーヴ・アルビオン
2017年8月31日、ブライトン・アンド・ホーヴ・アルビオンFCへ3年契約で移籍。
2019年1月28日、ACキエーヴォ・ヴェローナへシーズン終了までのレンタル移籍。
ラシン・クルブ
2021年2月4日、ラシン・クルブに2年半の契約で移籍した。

### イタリア代表
アルゼンチン生まれであるが、曾祖父がイタリア出身であったためイタリア国籍を取得（二重国籍）。2009年にピエルルイジ・カジラギ監督によってイタリアU-21代表に初招集され、2011年のUEFA U-21欧州選手権では予選および本大会を通じて主力としてプレーした。
2012年8月15日、イングランドとの親善試合にてA代表デビューを果たした。

## 所属クラブ
- ACチェゼーナ 2008-2010
- アタランタBC 2010-2013

→ ACチェゼーナ 2010-2011 (loan)
→ カルチョ・カターニア 2011 (loan)
- インテルナツィオナーレ・ミラノ 2013-

→ USサッスオーロ・カルチョ 2013-2014 (loan)
→ パルマFC 2014 (loan)
→ ACキエーヴォ・ヴェローナ 2014-2015 (loan)
- スポルティング・クルーベ・デ・ポルトゥガル 2015-2017
- ブライトン・アンド・ホーヴ・アルビオンFC 2017-2020

→ ACキエーヴォ・ヴェローナ 2019 (loan)
- ラシン・クルブ 2021-